# トガン (鎮南王)
トガン（モンゴル語: ᠲᠣᠭᠣᠨ, ラテン文字転写: Toγan, キリル文字転写: Тогоон、? - 大徳5年（1301年））は、元（モンゴル帝国）の皇族。『元史』などの漢文史料では脱歓、『集史』などのペルシア語史料ではتوقان（Tūqān）と記される。

## 生涯
第5代皇帝クビライ・カアンの庶子。『集史』によると母はバヤウト部のブラクジンの娘のバヤウジンで、クビライにとっては11番目の息子であった。モンケ・カアンの側室にもバヤウジンという名の側室（シリギの生母）がおり、同一人物ではないかと推測されている。
至元21年（1284年）6月、トガンは父のクビライから鎮南王に封ぜられ、7月にチャンパ王国を征服するよう命じられた。鎮南王位は大元ウルスの制度において6階級中第2位に位置する高位の王号で、第4〜5位の王号しか与えられなかった他の庶子（フゲチ、アウルクチ、ココチュら）に比べると破格の待遇であった。これはクビライがトガンの南方征服に大きな期待を寄せていたためと推測されている。
同年末にはトガンは安南（陳朝大越）に至り、軍を分けて大越への侵攻を開始した。しかし大越側の将の陳国峻の活躍もあって元軍は苦戦し、至元25年（1288年）の白藤江の戦いにおいてトガン率いる元軍は大敗した。
至元28年（1291年）、敗退したトガンは命を受けてモンゴル軍500・漢兵1000人とともに揚州に出鎮したものの、安南での敗戦に怒ったクビライは死ぬまでトガンが謁見するのを許さなかったという。
これ以後のトガンの活動についてはほとんど記述がなく、わずかにクビライ没後のクリルタイに出席してテムルを推戴したこと、テムル即位直後に他の存命の兄弟とともに下賜を受けたことが記録されているのみである。
大徳2年（1298年）に6万錠の下賜を受けたのを最後にトガンに関する記述はなくなり、『元史』巻108諸王表にはトガンが大徳5年（1301年）に死去したため、同年に子のラオジャンが鎮南王位を承襲したことが記されている。

## 家系
『元史』巻107 宗室世系表ではトク・ブカ（脱不花）、コンチェク・ブカ（寛徹普化）、テムル・ブカ（帖木児不花）の三兄弟をトガンの子のラオジャン（老章）の子としているが、巻117寛徹普化・帖木児不花伝ではトガンの子であると明記されており、矛盾が生じている。しかし『元史』宗室世系表は同名人物の取り違えなど誤りが多く、中華民国期に編纂された『新元史』や『蒙兀児史記』など多くの史書は列伝の記述を優先しこれら三兄弟をトガンの子と記述している。
- セチェン・カアン（世祖クビライ）
  - 鎮南王トガン（Toγan ＞脱歓/tuōhuān,توقان/Tūqān）
    - 鎮南王ラオジャン（Laoǰang ＞老章/lǎozhāng,لاوجانگ/Lāujāng）
    - 鎮南王トク・ブカ（Toq Buqa ＞脱不花/tuōbùhuā）
      - 鎮南王ボロト・ブカ（Bolot Buqa ＞孛羅不花/bóluōbùhuā）
        - ダイシンヌ（Daišingnu ＞大聖奴/dàishèngnú）

    - 威順王コンチェク・ブカ（Könček Buqa ＞寛徹普化/kuānchèpŭhuà）
      - ベク・テムル（Bek temür ＞別帖木児/biétièmùér）
      - ダイ・テムル（Dai temür ＞答帖木児/dátièmùér）
      - バウエンヌ（Bau’ennu ＞報恩奴/bàoēnnú）
      - ゼデイヌ（Dzedeinü ＞接待奴/jiēdàinú）
      - 義王コシャン（Qošang ＞和尚/héshàng）

    - 淮王テムル・ブカ（Temür Buqa ＞帖木児不花/tièmùérbùhuā）
    - 文済王マンジ（Manzi ＞蛮子/mánzǐ）
      - 文済王ブカ・テムル（Buqa Temür ＞不花帖木児/bùhuātièmùér）

    - 宣徳王ブダシリ（Budaširi ＞不答失里/bùdāshīlǐ）